# Mascota olímpica
La mascota olímpica és el personatge que s'associa a cada edició dels Jocs Olímpics i que la diferencien de la resta, juntament amb l'emblema oficial. La mascota sol estar acompanyada de marxandatge, sèries d'animació o anuncis publicitaris que faciliten la seva popularització.

## Jocs Olímpics

### Jocs Olímpics d'Estiu
| Jocs | Seu                        | Imatge | Nom                                          | Característiques                                                                 |
| 1972 | Múnic · RFA                |        | Waldi                                        | gos teckel                                                                       |
| 1976 | Mont-real · Canadà         |        | Amik                                         | castor                                                                           |
| 1980 | Moscou · Unió Soviètica    |        | Misha                                        | os                                                                               |
| 1984 | Los Angeles · Estats Units |        | Sam                                          | pigarg americà                                                                   |
| 1988 | Seül · Corea del Sud       |        | Hodori i Hosuni                              | tigres                                                                           |
| 1992 | Barcelona · Espanya        |        | Cobi                                         | gos d'atura català cubista                                                       |
| 1996 | Atlanta · Estats Units     |        | Izzy                                         | figura abstracta                                                                 |
| 2000 | Sydney · Austràlia         |        |                                              |                                                                                  |
| 2000 | Sydney · Austràlia         | Olly   | Dacelo novaeguineae                          |                                                                                  |
| 2000 | Sydney · Austràlia         | Syd    | ornitorrinc                                  |                                                                                  |
| 2000 | Sydney · Austràlia         | Millie | equidna                                      |                                                                                  |
| 2004 | Atenes · Grècia            |        | Atena i Febos                                | dos germans representant Atena i Apol·lo                                         |
| 2008 | Pequín · R.P. de la Xina   |        | Fuwa: Beibei Jingjing Huanhuan Yingying Nini | 5 elements de la natura: peix panda gegant flama olímpica antílop tibetà oreneta |
| 2012 | Londres · Regne Unit       |        | Wenlock i Manddeville                        |                                                                                  |
| 2016 | Rio de Janeiro · Brasil    |        | Vinicius i Tom                               |                                                                                  |
| 2020 | Tòquio · Japó              |        | Miraitowa i Someity                          |                                                                                  |
| 2024 | París França               |        | Phryges                                      |                                                                                  |

### Jocs Olímpics d'Hivern
| Jocs | Seu                           | Imatge      | Nom                                    | Característiques                      |
| 1968 | Grenoble · França             |             | Schuss                                 | esquiador estilitzat                  |
| 1972 | Sapporo · Japó                |             | No tingué mascota                      |                                       |
| 1976 | Innsbruck · Àustria           |             | Schneemann                             | ninot de neu                          |
| 1980 | Lake Placid · Estats Units    |             | Roni                                   | os rentador                           |
| 1984 | Sarajevo · Iugoslàvia         |             | Vučko                                  | llop                                  |
| 1988 | Calgary · Canadà              |             | Hidy i Howdy                           | ossos polars                          |
| 1992 | Albertville · França          |             | Magique                                | home estrella                         |
| 1994 | Lillehammer · Noruega         |             | Haakon i Kristin                       | dos infants noruecs                   |
| 1998 | Nagano · Japó                 |             | Els snowlets: Sukki Nokki Lekki Tsukki | quatre òlibes                         |
| 2002 | Salt Lake City · Estats Units |             | Powder, Copper i Coal                  | una llebre, un coiot i un os negre    |
| 2006 | Torí · Itàlia                 | Neve i Gliz | Neve i Gliz                            | una bola de neu i un cub de gel       |
| 2010 | Vancouver · Canadà            | Miga        | Miga i Quatchi                         |                                       |
| 2014 | Sotxi · Rússia                |             | Bely Mishka, Leopard i Zaya            | un lleopard, un os polar i un conill. |
| 2018 | Pyeongchang · Corea del Sud   |             | Soohorang i Bandabi                    | un tigre blanc i un os.               |
| 2022 | Pequín · R.P. de la Xina      |             | Bing Dwen Dwen i Shuey Rhon Rhon       | un panda gegant i una fanal           |